# Емма Данієлі
Емма Данієлі (італ. Emma Danieli), справжнє прізвище Фретта (італ. Fretta; *14 жовтня 1936, Мантуя — †21 червня 1998, Лугано) — італійська акторка й телеведуча.

## Біографія
Почала кар'єру в ранньому віці зі зйомок рекламних роликів. Після перемоги в конкурсі краси вона дебютувала в кіно в 1953 році, у фільмі-антології «Siamo donne». У кіно пропрацювала понад 10 років, після чого працювала на телебаченні телеведучою різноманітних телешоу, серіалів. Була одружена з режисером Франко Морабіто.

## Фільмографія

### Кіно
- Siamo donne (1953)
- I pinguini ci guardano (1955)
- I cavalieri del diavolo (1959)
- Vacanze in Argentina (1960)
- Il terrore dei mari (1961)
- I fratelli còrsi (1961)
- L'ultimo uomo della Terra (1964)
- Matrimonio alla francese (1965)
- Slalom, (1965)
- Le spie amano i fiori (1966)
- Le spie uccidono in silenzio (1966)
- Commissariato di notturna (1974)

### Телебачення
- L'Alfiere (1956)
- Primo applauso 1957
- Tom Jones (1960)
- La ricetta miracolosa 1961.
- L'Ippocampo (1966)
- Tartarino sulle Alpi (1968)
- La donna di cuori (1969)